# Herbert Lom
Herbert Lom (eigentlich Herbert Karl Angelo Kuchačevič von Schluderpacher, tschechisch Herbert Karel Angelo Kuchačevič ze Schluderpacheru, auch mit anderer Schreibweise Kuchaczewich ze Schluderbachu; * 11. September 1917 in Prag, Österreich-Ungarn; † 27. September 2012 in London) war ein britischer Schauspieler und Autor österreichisch-tschechischer Herkunft.

## Leben
Herbert Lom begann seine Filmkarriere 1937 in der Tschechoslowakei mit dem Film Žena pod křížem („Die Frau unter dem Kreuz“) und emigrierte im Januar 1939 nach Großbritannien, wo er 1942 in The Young Mr. Pitt die Rolle des Napoleon Bonaparte spielte. Später verkörperte er diesen erneut in dem Monumentalfilm Krieg und Frieden (1956). 1946 war Lom der Star in dem Film Zirkus Barney (1946), in dem er in einer Doppelrolle auftrat. 1953 spielte er die Hauptrolle des Königs von Siam in der Londoner Originalproduktion des Musicals Der König und ich (The King and I) im Drury Lane Theatre, das es dort auf 926 Aufführungen brachte. Yul Brynner übernahm diese Rolle in der Verfilmung des Musicals von 1956 und später ebenfalls in einer Londoner Theaterinszenierung.
Neben Alec Guinness spielte Lom den gefährlichsten aller Gangster in der schwarzen Komödie Ladykillers (1955). In Spartacus (1960) war er als kilikischer Händler zu sehen. 1961 verkörperte er Kapitän Nemo in der Jules-Verne-Verfilmung Die geheimnisvolle Insel und er spielte neben Charlton Heston in dem Monumentalfilm El Cid die Rolle von Yusuf ibn Taschfin. 1962 war er das Phantom der Oper in dem Horrorfilm Das Rätsel der unheimlichen Maske der britischen Hammer-Filme. Kurz danach spielte er in der Komödie Ein Schuß im Dunkeln (1964) an der Seite von Peter Sellers unter der Regie von Blake Edwards erstmals die Rolle, mit der er wohl am bekanntesten wurde, den neurotischen Chefinspektor Charles Dreyfus in der Pink-Panther-Reihe. Er verkörperte diesen in sechs weiteren Filmen der Reihe.
Deutsche Kinobesucher kennen ihn auch als Bösewicht Colonel Brinkley in dem Karl-May-Film Der Schatz im Silbersee (1962). In dieser Rolle musste Lom, der fließend Deutsch sprach, nicht synchronisiert werden. 2003 wurde Lom für diese Rolle mit dem Scharlih ausgezeichnet, einem Preis, der mit dem Namen Karl May verbunden ist. Weitere Rollen in deutschen Filmen hatte er 1964 als narbengesichtiger Sklavenhändler Simon Legree in der Romanverfilmung Onkel Toms Hütte, 1967 in Die Nibelungen, 2. Teil als Hunnen-König Etzel und 1969 als Hexenjäger im Horror-Schocker Hexen bis aufs Blut gequält.
Daneben betätigte sich Herbert Lom auch als Autor. Er verfasste zwei Romane, einen über den Schriftsteller Christopher Marlowe, Enter a Spy: The Double Life of Christopher Marlowe (1971), und den historischen Roman Dr. Guillotin: The Eccentric Exploits of an Early Scientist (1992), der zur Zeit der Französischen Revolution spielt.
Lom starb am 27. September 2012 im Alter von 95 Jahren.

## Filmografie (Auswahl)
- 1937: Žena pod křížem
- 1942: The Young Mr. Pitt
- 1942: Secret Mission
- 1943: The Dark Tower
- 1944: Hotel Reserve
- 1945: Der letzte Schleier (The Seventh Veil)
- 1946: Night Boat to Dublin
- 1946: Appointment with Crime
- 1947: Zirkus Barney (Dual Alibi)
- 1948: Portrait from Life
- 1948: Brass Monkey
- 1949: Der goldene Salamander (The Golden Salamander)
- 1950: Die Ratte von Soho (Night and the City)
- 1950: Staatsgeheimnis (State Secret)
- 1950: Die schwarze Rose (The Black Rose)
- 1950: Frau im Netz (Cage of Gold)
- 1951: Two on the Tiles
- 1951: Hell Is Sold Out
- 1952: Whispering Smith Hits London
- 1952: Mr. Denning Drives North
- 1952: Der Würger kommt um Mitternacht (The Ringer)
- 1952: Der Mann, der sich selbst nicht kannte (The Man Who Watched the Trains Go By)
- 1953: Rough Shoot
- 1953: The Net
- 1954: The Love Lottery
- 1954: Beautiful Stranger
- 1954: Star of India
- 1955: Ladykillers (The Ladykillers)
- 1956: Krieg und Frieden (War and Peace)
- 1957: Spiel mit dem Feuer (Fire Down Below)
- 1957: Duell am Steuer (Hell Drivers)
- 1957: Flüsternde Schatten (Chase a Crooked Shadow)
- 1957: I Accuse!
- 1959: Der Fischer von Galiläa (The Big Fisherman)
- 1959: Brennendes Indien (North West Frontier)
- 1959: Wernher von Braun – Ich greife nach den Sternen
- 1959: Der dritte Mann im Berg (Third Man on the Mountain)
- 1960: Spartacus
- 1961: Die geheimnisvolle Insel (Mysterious Island)
- 1961: Die Peitsche (The Frightened City)
- 1961: El Cid
- 1962: Das Rätsel der unheimlichen Maske (The Phantom of the Opera)
- 1962: Der Schatz im Silbersee
- 1964: Ein Schuß im Dunkeln (A Shot in the Dark)
- 1965: Onkel Toms Hütte
- 1966: Marrakesch (Our Man in Marrakesh)
- 1966: Das Mädchen aus der Cherry-Bar (Gambit)
- 1967: Die Nibelungen, 2. Teil: Kriemhilds Rache
- 1967: Die Karate Killer (The Karate Killers)
- 1968: Pancho Villa reitet (Villa Rides)
- 1969: Der heiße Tod (99 mujeres)
- 1969: Unfall im Weltraum (Doppelgänger)
- 1969: Hexen bis aufs Blut gequält
- 1970: Nachts, wenn Dracula erwacht
- 1970: Das Bildnis des Dorian Gray (Il dio chiamato Dorian)
- 1971: Mord in der Rue Morgue (Murders in the Rue Morgue)
- 1972: Asylum (Asylum)
- 1973: Embryo des Bösen (And Now the Screaming Starts!)
- 1973: Das Grab der lebenden Puppen (Dark Places)
- 1974: Ein Unbekannter rechnet ab (And Then There Were None)
- 1975: Der rosarote Panther kehrt zurück (The Return of the Pink Panther)
- 1976: Inspektor Clouseau, der „beste“ Mann bei Interpol (The Pink Panther Strikes Again)
- 1977: Charleston – Zwei Fäuste räumen auf (Charleston)
- 1978: Inspector Clouseau – Der irre Flic mit dem heißen Blick (Revenge of the Pink Panther)
- 1979: Tödliche Botschaft (The Lady Vanishes)
- 1980: Agentenpoker (Hopscotch)
- 1980: Sam Marlow, Privatdetektiv (The Man with Bogart’s Face)
- 1982: Der rosarote Panther wird gejagt (Trail of the Pink Panther)
- 1983: Der Fluch des rosaroten Panthers (Curse of the Pink Panther)
- 1983: Dead Zone (The Dead Zone)
- 1984: Memed, mein Falke (Memed My Hawk)
- 1985: Quatermain – Auf der Suche nach dem Schatz der Könige (King Solomon’s Mines)
- 1986: Die Bombe fliegt (Whoops Apocalypse)
- 1989: River of Death – Fluß des Grauens (River of Death)
- 1991: Ein Papst zum Küssen (The Pope Must Die(t))
- 1991: The Sect (La Setta)
- 1993: Der Sohn des rosaroten Panthers (Son of the Pink Panther)
- 2004: Agatha Christie’s Marple: Mord im Pfarrhaus (Marple: The Murder at the Vicarage) (Fernsehfilm)

## Bibliografie
- Enter a Spy: The Double Life of Christopher Marlowe. Rowman & Littlefield, ISBN 0-8476-6258-6.
- Dr. Guillotin: The Eccentric Exploits of an Early Scientist. Trafalgar Square Publishing, ISBN 1-85619-111-7.